# Otto Kümmel

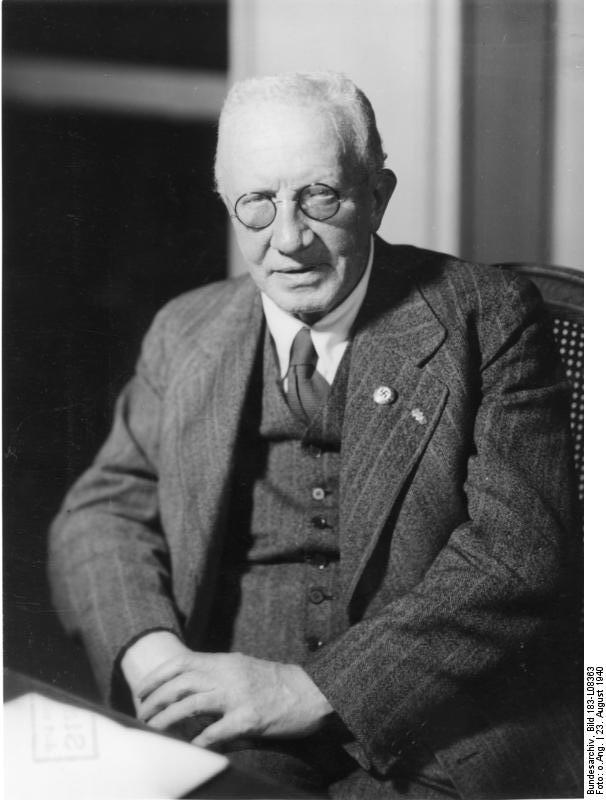
Otto Kümmel 1940, Fotografie im Bundesarchiv

Otto Kümmel (* 22. August 1874 in Blankenese; † 8. Februar 1952 in Mainz) war ein deutscher Kunsthistoriker, Hochschullehrer, Gründer und Direktor des Museums für Ostasiatische Kunst in Berlin, ab 1933 Direktor des Museums für Völkerkunde sowie von 1934 bis 1945 Generaldirektor der Staatlichen Museen in Berlin.

## Leben
Otto Kümmel war ein Sohn des Bauingenieurs Werner Kümmel und das siebente von zwölf Kindern. Nach dem Abitur, das er am Athenaeum Stade ablegte, studierte Otto Kümmel ab 1893 an der Universität Freiburg Klassische Archäologie und Philosophie. 1896 und 1897 besuchte er auch Vorlesungen in Bonn und am Institut national des langues et civilisations orientales in Paris, wo er die chinesische und japanische Sprache erlernte. 1901 wurde er in Freiburg aufgrund einer Arbeit über ägyptische Pflanzenornamentik promoviert. Seinen Militärdienst als Einjährig-Freiwilliger leistete er in Lahr.
1902 leistete er ein Volontariat in Hamburger Museum für Kunst und Gewerbe. Von 1. April 1905 bis September 1906 war er als Konservator beim Städtischen Museum für Natur- und Völkerkunde in Freiburg angestellt. In Freiburg lernte er den Ethnologen Ernst Grosse kennen, der wie auch der Maler Hermann Gehri bei der Mäzenatin Marie Meyer wohnte.
Otto Kümmel war mit Therese Klee verheiratet und hatte eine Tochter und vier Söhne, darunter der deutsche Physiker Hermann Kümmel. Zwei seiner Söhne fielen im Zweiten Weltkrieg.

### Karriere in Berlin

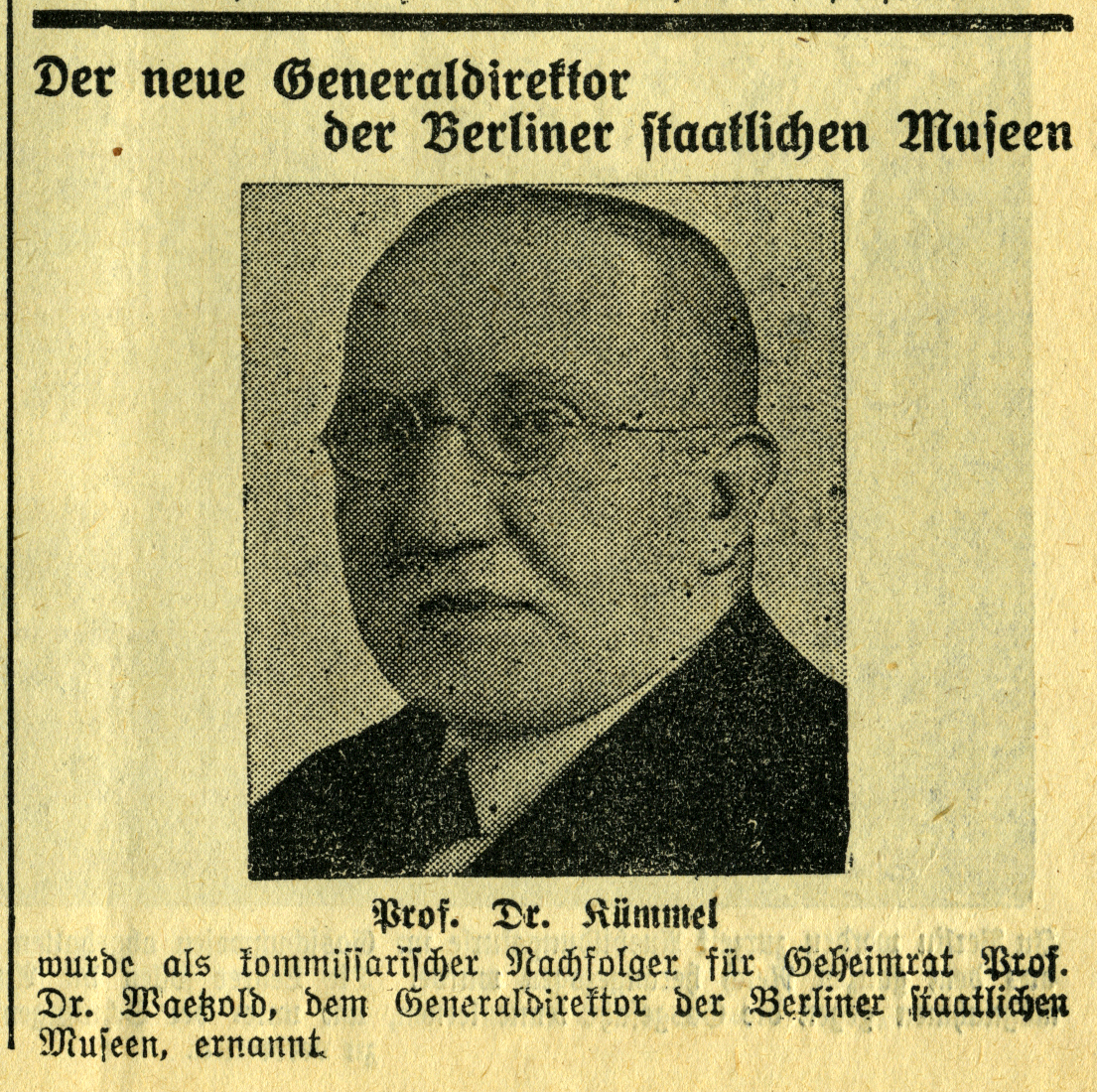
Bote vom Niederrhein Nr. 155 vom 7. Juli 1933

Nachdem ihn Wilhelm von Bode als Direktorialassistent nach Berlin berufen hatte, betrieb Otto Kümmel im September 1906 die Entlassung aus Freiburger Diensten. Von Bode eröffnete ihm die Möglichkeit, in Berlin eine ostasiatische Kunstsammlung aufzubauen, so dass er noch im selben Jahr nach Amerika reiste, um Museen in New York und Boston zu inspizieren, und zum Jahreswechsel in Japan anlandete. Hier erwarb er bis 1908/9 den Grundstock japanischer Kunst für die Berliner Museen.
Im Jahre 1912 gründete er zusammen mit dem Kunsthistoriker William Cohn (1880–1961) die Ostasiatische Zeitschrift, die er bis zum kriegsbedingten Erscheinungsende 1943 herausgab. Im Ersten Weltkrieg diente er als Offizier. Am 9. Oktober 1923 wurde das von ihm konzipierte und geleitete Museum für Ostasiatische Kunst im heutigen Martin-Gropius-Bau eröffnet, inzwischen ist die Sammlung eine Abteilung des Museum für Asiatische Kunst. Zeitlebens organisierte er zahlreiche Ausstellungen zur ostasiatischen Kunst in Deutschland und weiteren Ländern.
Nach der Machtergreifung trat er zum 1. Mai 1933 der NSDAP bei (Mitgliedsnummer 2.866.079). Infolge der „Beurlaubung“ des bisherigen Generaldirektors Wilhelm Waetzoldt durch die neuen Machthaber übernahm Kümmel im Sommer 1933 zunächst kommissarisch die Gesamtleitung der Berliner Museen, zudem wurde er Direktor des Museums für Völkerkunde. Das SPD-Mitglied Eduard Erkes verlor auf sein Betreiben zuerst die Lehrbefugnis an der Universität Leipzig und dann die Stellung als Kustos beim Museum für Völkerkunde zu Leipzig, ebenso erhielt er Rede- und Publikationsverbot. Kümmel wurde 1934 offiziell Generaldirektor der Staatlichen Museen in Berlin. Unter seiner Ägide setzten sich die Museen für den Ankauf des Welfenschatzes durch den preußischen Staat ein. Obwohl er 1939 bereits die Altersgrenze erreicht hatte, musste er kriegsbedingt sein Amt weiter wahrnehmen. 1945 wurden ein Großteil seiner Arbeiten in Berlin durch den Krieg vernichtet, er selbst wurde als NSDAP-Mitglied aus dem Dienst entlassen.

### Antisemitismus
Die vom Reichswirtschaftsminister gegenüber dem Reichsminister für Wissenschaft, Erziehung und Volksbildung mit einem „Schnellbrief“ vom 11. April 1939 initiierte „Verwertung der in staatlichem Besitz befindlichen Gemälde jüdischer Maler usw“. zur Devisenbeschaffung durch Verkäufe im Ausland fand nicht die ungeteilte Zustimmung Otto Kümmels als Generaldirektor der Berliner Museen. Er hielt den Verkauf „dieser jüdischen Produkte“ laut internem Schriftwechsel, hier vom 8. Mai 1939, für nicht besonders zweckmäßig, weil sie „wertvolles Material für das geplante Rassemuseum bilden. Der Jude als Pseudo-Künstler würde hier ein wichtiges Thema der Darstellung zu bilden haben. Schon die Tatsache, daß jüdische ‚Künstler‘ allem, was sie wiedergeben, die Besonderheiten ihrer Rasse aufprägen, ist bemerkenswert und verdient anschaulich gemacht zu werden, weil sie den character indelebilis der Rasse besonders deutlich aufzeigt.“

### Raubkunst
1940 verfasste Kümmel im Auftrag von Joseph Goebbels in drei Bänden eine geheime, 319 Seiten umfassende Liste der unbedingt zu plündernden Kunstwerke in ausländischem Besitz. Solche Kunstwerke, die sich jemals in deutschem Eigentum befunden hatten, zurückreichend bis ins 15. Jahrhundert, erklärte Kümmel zu arischer Kunst, die somit zu entwenden und „heim ins Reich“ zu führen wäre. Kunstwerke in jüdischem Besitz konnten auch ohne deutsche Provenienz beschlagnahmt werden. So gelang zum Beispiel Jan Vermeers Ölgemälde Der Astronom von der Rothschild-Sammlung in die private Adolf Hitlers. Jonathan Petropoulos nennt ihn einen der Führer der musealen Plünderung im Dritten Reich.

## Ehrungen
Im Jahr 1944 erhielt er mit Urkunde des Führers vom 22. August 1944 zu seinem 70. Geburtstag die Goethe-Medaille für Kunst und Wissenschaft.

## Würdigung
Kümmel war der erste europäische Kunsthistoriker, der die japanische und die chinesische Sprache in Wort und Schrift beherrschte, und eine Koryphäe seines Fachs. Seine tiefe Verstrickung in die nationalsozialistische Raubkunst steht bis heute einer umfassenden Bewertung seines wissenschaftlichen Werks im Wege. In der ausführlichen Biographie seines Enkels Wolfgang Klose wird die Zeit des Nationalsozialismus ausgeblendet. Auch bei Gert Naundorf, Professor für Sinologie an der Julius-Maximilians-Universität Würzburg, der den Artikel über Kümmel in der Neuen Deutschen Biographie verfasste, fehlt die Zeit ab 1933.

## Veröffentlichungen (Auswahl)
- Ägyptische und mykenische Pflanzenornamentik. Dissertation, Universität Freiburg, 1901
- Das Kunstgewerbe in Japan. 1911
- Die Kunst Ostasiens. 1921 (französisch 1926)
- Ostasiatisches Gerät (zusammen mit Ernst Grosse). 1925
- Ausstellung chinesischer Kunst [Katalog], Berlin
- Chinesische Kunst, 200 Hauptwerke d. Ausstellung der Gesellschaft für Ostasiatische Kunst. 1930
- Meisterwerke japanischer Landschaftskunst, 1939
- Welfenschatz und religiöse Malerei: Ausstellung. Eröffnet zum 75. Deutschen Katholikentag, 18. August 1952, Berlin 1952
- Ernst Grosse. In: Ostasiatische Zeitschrift, Neue Folge 5, S. 93–107, 1927/28

- Wilhelm von Bode. In: Ostasiatische Zeitschrift, Neue Folge 15, S. 43–45, 1929